# Wereldkampioenschap voetbal 2018 (achtste finale) Uruguay - Portugal
Dit artikel gaat over de wedstrijd in de achtste finales tussen Uruguay en Portugal die gespeeld werd op zaterdag 30 juni 2018 tijdens het wereldkampioenschap voetbal 2018. Het duel was de negenenveertigste wedstrijd van het toernooi.

## Voorafgaand aan de wedstrijd
- Uruguay stond bij aanvang van het toernooi op de veertiende plaats van de FIFA-wereldranglijst.[1]
- Portugal stond bij aanvang van het toernooi op de vierde plaats van de FIFA-wereldranglijst.[2]
- Deze confrontatie tussen de nationale elftallen van Uruguay en Portugal was de derde in de historie.[3]
- Het duel vindt plaats in het Olympisch Stadion Fisjt in Sotsji. Dit stadion werd in 2013 geopend en kan 47.689 toeschouwers herbergen.

## Wedstrijdgegevens[4]
| Datum                | 30 juni 2018                                                                                | 30 juni 2018                                                                                |
| Wedstrijdnummer      | 40                                                                                          | 40                                                                                          |
| Stadion              | Olympisch Stadion Fisjt, Sotsji                                                             | Olympisch Stadion Fisjt, Sotsji                                                             |
| Toeschouwers         | 44.287                                                                                      | 44.287                                                                                      |
| Scheidsrechter       | César Arturo Ramos                                                                          | César Arturo Ramos                                                                          |
| Assistenten          | Marvin Torrentera Miguel Hernández                                                          | Marvin Torrentera Miguel Hernández                                                          |
| Vierde official      | Jair Marrufo                                                                                | Jair Marrufo                                                                                |
| Videoscheidsrechters | Mark Geiger Joe Fletcher (assistent) Bastian Dankert (assistent) Danny Makkelie (assistent) | Mark Geiger Joe Fletcher (assistent) Bastian Dankert (assistent) Danny Makkelie (assistent) |
| Man van de wedstrijd | Edinson Cavani                                                                              | Edinson Cavani                                                                              |
|                      | Uruguay                                                                                     | Portugal                                                                                    |
| Doelpunten           | 2                                                                                           | 1                                                                                           |
| Gele kaarten         | 0                                                                                           | 1                                                                                           |
| Rode kaarten         | 0                                                                                           | 0                                                                                           |
| Wissels              | 3                                                                                           | 3                                                                                           |
| Schoten op doel      | 3                                                                                           | 5                                                                                           |
| Schoten naast doel   | 2                                                                                           | 7                                                                                           |
| Overtredingen        | 13                                                                                          | 13                                                                                          |
| Hoekschoppen         | 2                                                                                           | 10                                                                                          |
| Buitenspel           | 0                                                                                           | 1                                                                                           |
| Balbezit (%)         | 39                                                                                          | 61                                                                                          |

| Uruguay | 2 – 1           | Portugal |
| (Luis Suárez) Edinson Cavani 7' (Rodrigo Bentancur) Edinson Cavani 62' | goals (assists) | 55' Pepe (Raphaël Guerreiro) |
| Oscar Tabárez | bondscoach      | Fernando Santos |
| Fernando Muslera Martín Cáceres José María Giménez Diego Godín Diego Laxalt Nahitan Nández 81' Lucas Torreira Matías Vecino Rodrigo Bentancur 63' Luis Suárez Edinson Cavani 74' | opstellingen    | Rui Patrício Ricardo Pereira Pepe José Fonte Raphaël Guerreiro Bernardo Silva William Carvalho 65' Adrien Silva 84' João Mário 74' Gonçalo Guedes Cristiano Ronaldo |
| Cristian Rodríguez 63' Cristhian Stuani 74' Carlos Sánchez 81' | wissels         | 65' Ricardo Quaresma 74' André Silva 84' Manuel Fernandes |
| | gele kaarten    | 90+3' Cristiano Ronaldo |
| | rode kaarten    | |